# ريغيه تون
الريغيتون (بالإنجليزية: Reggaeton) هو أسلوب موسيقي نشأ في بورتوريكو خلال أواخر التسعينات. تطور من موسيقى الدانسهول وتأثر بموسيقى الهيب هوب الأمريكية، وأمريكا اللاتينية، والموسيقى الكاريبية. تشمل الصوتيات الراب والغناء، وعادةً باللغة الإسبانية.
تعتبر موسيقى الريغيه تون واحدة من أكثر أنواع الموسيقى شعبية في منطقة الكاريبي الناطق بالإسبانية، في دول مثل بورتوريكو، وبنما، وجمهورية الدومينيكان، وكوبا، وكولومبيا، وفنزويلا. على مدار العقد الماضي، شهد هذا النوع شعبية متزايدة عبر أمريكا اللاتينية، بالإضافة إلى القبول في الموسيقى السائدة الغربية.

## أصل المصطلح
تم استخدام كلمة ريغيه تون (بالإنجليزية:reggaeton ) (المكونة من كلمة ريغي بالإضافة إلى اللاحقة المُضخمة  تون) لأول مرة في عام 1994، عندما استخدم دادي يانكي ودي جي بلايرو الاسم في ألبوم بلايرو 36 لوصف نوع الأندرجراوند الجديد الناشئ من بورتوريكو الذي قام بتوليف الهيب هوب والريغي مع موسيقى الراب والغناء الإسبانية. التهجئتين (بالإنجليزية: reggaeton، reggaetón) شائعة، على الرغم من أن المصادر الوصفية مثل فندو بي بي في أيه والأكاديمية البورتوريكية للغة الإسبانية توصي بالتهجئة الإملائية (بالإنجليزية: reguetón)، لأنها تتوافق بشكل أمثل مع قواعد الهجاء الإسبانية التقليدية.

## تاريخها
غالبًا ما يُعتقد أن الريغي أو الريغي إين إسبانيول هو نوع حديث نشأ في نوادي سان خوان، بورتوريكو في عام 1991. أصبح يعرف باسم موسيقى «الأندرجراوند»، بسبب تداوله من خلال الشبكات غير الرسمية والعروض في أماكن غير رسمية. استلهم كل من دي جي نيلسون ودي جي بلايرو من موسيقى الهيب هوب وموسيقى أمريكا اللاتينية لإنتاج أغنية «ريديم»، وهي أول أغاني الريغيه تون. مع اكتساب الموسيقى الكاريبية والأمريكية الإفريقية زخماً في بورتوريكو، كانت موسيقى راب الريغي باللغة الإسبانية بمثابة بداية بوريكوا أندرجراوند، وشكّلت منفذًا إبداعيًا للعديد من الشباب. أدى ذلك إلى خلق ثقافة أندرجراوند شبابية مبهمة، ولكن واعدة، سعت للتعبير عن نفسها. اُنتقدت في كثير من الأحيان باعتبارها ثقافة شبابية موجودة على هامش المجتمع والقانون. شنّت شرطة بورتوريكو حملة ضد موسيقى الأندرجراوند عن طريق مصادرة أشرطة الكاسيت من متاجر الموسيقى بموجب قوانين الفحش الجزائي، وفرض الغرامات، وتشويه صورة مغني الراب في وسائل الإعلام. أصبحت تسجيلات بوتليج والتواصل الشفوي الوسيلة الأساسية للتوزيع لهذه الموسيقى حتى عام 1998، عندما اندمجت مع الريغيه تون الحديث. زادت شعبية هذا النوع عندما اُكتشف من قبل الجماهير الدولية خلال أوائل ال 2000.
النوع الجديد، الذي يطلق عليه ببساطة «أندرجراوند» ولاحقًا «بيريو» احتوى على كلمات صريحة حول المخدرات، والعنف، والفقر، والصداقة، والحب، والجنس. هذه المواضيع، التي تصور متاعب الحياة داخل المدينة، لا يزال من الممكن العثور عليها في الريغيه تون. سجلت موسيقى «الأندرجاروند» في المارجزينيز (موانئ بورتوريكو)، ووزعت في الشوارع على شرائط كاسيت. كانت المارجزينيز حاسمة لتطوير بورتوريكو أندرجراوند بسبب «خوف الدولة من فقدان القدرة على التلاعب بالذوق». غالبًا ما كانت المارجزينيز في «مجمعات سكنية عامة مثل فيلا كينيدي وجوروتونغو». على الرغم من تسجيلها في مشاريع الإسكان، كانت معظم المارجزينيز ذات جودة جيدة (مما ساعد على زيادة شعبيتها بين شباب بورتوريكو من جميع الطبقات الاجتماعية). أدى توافر الكاسيت وجودته إلى شعبية الريغيه تون، التي تجاوزت الحواجز الاجتماعية والاقتصادية في المشهد الموسيقي في بورتوريكو. كانت أشرطة الكاسيت الأكثر شعبية في أوائل التسعينات هي ذا نويز ون وتو لدي جي نيجرو، ودي جي بلايرو 37 و38. نشر جيراردو كروت (الذي أنشأ التسجيلات) هذا النمط الموسيقي من المناطق السكنية المهمشة في قطاعات أخرى من المجتمع، وخاصة المدارس الخاصة.

## رقص الريغيه تون
الساندنجويو أو البيريو هي رقصة مرتبطة بالريغيه تون ظهرت خلال أوائل التسعينات في بورتوريكو. يركّز على الجرايندينج، حيث يواجه أحد الشركاء الجزء الخلفي من الآخر (عادة ما يكون الذكر وراء الأنثى). طريقة أخرى لوصف هذه الرقصة هي «من الخلف إلى الأمام»، حيث تضغط المرأة على ظهرها في حوض شريكها لخلق التحفيز الجنسي. بما أن الرقص الثنائي التقليدي هو وجهًا لوجه (مثل رقص السكوير والفالس)، فقد صدم رقص الريغيه تون المشاهدين في البداية بالمشاعر الحسية، ولكنه ظهر في العديد من مقاطع الفيديو الموسيقية. يُعرف بالداجرينج، أو الجرايندينج، أو الجوكينج في الولايات المتحدة.

## شعبيتها

### أميركا اللاتينية
على مدى العقد الماضي، تلقى الريغيه تون اعترافًا سائدًا في منطقة الكاريبي الناطق بالإسبانية، حيث نشأ هذا النوع، في دول مثل بورتوريكو، وكوبا، وبنما، والجمهورية الدومينيكية، والسلفادور وكولومبيا، وفنزويلا، إذ يُنظر إليها الآن على أنها أحد أكثر أنواع الموسيقى شعبية. كما شهدت الريغيه تون شعبية متزايدة في منطقة أمريكا اللاتينية الأوسع، بما في ذلك في هندوراس، وغواتيمالا، وكوستاريكا، والمكسيك، والأرجنتين، وشيلي، وأوروغواي، والإكوادور، وبيرو.

### الولايات المتحدة الأمريكية
أنتج مغني الراب المقيم في نيويورك نور (بالإنجليزية:N.O.R.E ) (المعروف أيضًا باسم نورييجا) أغنية نينا سكاي «أو مي كانتو» عام 2004، والتي ظهر فيها تيجو كالديرون، ودادي يانكي، وأصبح الريغيه تون مشهورًا في الولايات المتحدة. لفت دادي يانكي انتباه العديد من فناني الهيب هوب بأغنيته «جازولينا»، وفي ذلك العام قدم راديو أكس أم قناة الريغيه تون، فويغو (أكس أم). بالرغم من أن راديو أكس أم أزال القناة في ديسمبر 2007 من أجهزة الاستقبال المنزلية وفي السيارات، إلا أنه لا يزال من الممكن بثها من موقع الستالايات راديو أكس أم. الريغيه تون هو أساس مصطلح إذاعي تجاري أمريكي لاتيني يسمى الهربان، وهو مزيج من «من أصل إسباني» و«حضري» يستخدم لاستحضار التأثيرات الموسيقية لموسيقى الهيب هوب وموسيقى أمريكا اللاتينية. الريغيه تون الذي تطور من الدانسهول والريغيه، وبتأثيرات من الهيب هوب، ساعد الأمريكيين اللاتينيين على المساهمة في الثقافة الأمريكية الحضرية والحفاظ على العديد من جوانب تراثهم الإسباني. تتعلق الموسيقى بقضايا اجتماعية واقتصادية أمريكية (بما في ذلك الجندر والعرق)، مثل الهيب هوب

### أوروبا
على الرغم من أن الريغيه تون أقل شيوعًا في أوروبا مما هو عليه في أمريكا اللاتينية، إلا أنه يستقطب المهاجرين من أمريكا اللاتينية (خاصة في إسبانيا). كان عرفًا إعلاميًا إسبانيًا يسمى «لا كانسيون ديل فيرانو» («أغنية الصيف»)، تُحدد به أغنية أو أغنيتان مزاج الموسم، أساس شعبية أغاني الريغيه تون مثل «بابي تشيلو (تي تريغو الممم)» لمغني الراب البنمي لورنا في عام 2003، و«بايلا مورينا» لهيكتور وتيتو، و«جازولينا» لدادي يانكي في عام 2005.

### آسيا
في الفلبين، يستخدم فنانو الريغيه تون اللغة الفلبينية في المقام الأول بدلاً من الإسبانية أو الإنجليزية. أحد الأمثلة على الريغيه تون المحلي الشعبي هو زامبوونجونيو ديوس فويرتيس، الذي حقق نجاحًا في رقصة عام 2007 مع «تارات تات»، والذي يستخدم في المقام الأول لغة تشاباكانو في أغانيهم.
في عام 2020، أصدر مغني الراب الماليزي ناموي الفيديو الفردي والموسيقي «تشاينا ريغيه تون» الذي ضم أنتوني وونغ. كانت المرة الأولى التي تُغنى فيها موسيقى الريغيه تون باللغة الصينية (الماندارين وهاكا)، ويرافقها الآلات الصينية التقليدية مثل إرهو، وبيبا، وجوزينج، مما يخلق مزيجًا من الريغيه تون والأنماط الموسيقية الصينية التقليدية.

## النقد
على الرغم من الشعبية الكبيرة لهذا النوع ككل، إلا أنه اجتذب النقد أيضًا بسبب إشاراته المستمرة إلى المواضيع الجنسية والعنيفة. قُدم مثال حديث على ذلك من قبل المغني وكاتب الأغاني المكسيكي أليكس سينتيك الذي نشر منشورًا عامًا على وسائل التواصل الاجتماعي يشكو من تشغيل هذه الموسيقى في مطار مكسيكو سيتي في الصباح مع وجود أطفال. كما أعرب العديد من المغنيين الآخرين عن فزعهم من هذا النوع، بما في ذلك مغني الفاليناتو كارلوس فيفيس، ومغني فرقة هيروز ديل سيلينسيو إنريكي بنبري. يقول بعض النشطاء أيضًا أن موسيقى الريغيه تون تفسح المجال للرسائل المعادية للمرأة والسادية.
قرر بعض مغني الريغيه تون مواجهة مثل هذه الاتهامات. أحد الأمثلة البارزة على ذلك هو المغني فليكس، الذي ألزم نفسه بغناء الأغاني برسائل رومانسية، وهو نوع فرعي أطلق عليه اسم «الأسلوب الرومانسي».